# IC 4918
IC 4918 — галактика типу S0? (спіральна галактика) у сузір'ї Телескоп.
Цей об'єкт міститься в оригінальній редакції індексного каталогу.